# مسجد ابينا
مسجد ابينا يقع المسجد في مدينة إبينا التابعة لمحافظة كاناغاوا في اليابان.

## التاريخ
تم بناء مسجد إبينا في مدينة إبينا في 2000، وهو المسجد مركز للأنشطة الدعوية في محافظة كاناجاوا، تبلغ الطاقة الاستيعابية للمسجد 600 مصلي في وقت واحد، يبلغ عدد من يحضرون صلاة الجمعة من 300 إلى 400 مصلي .

## الأنشطة
يحتوي مسجد ابينا على مدرسة إسلامية مسائية تقع في الطابق الثاني من مبنى المسجد، وفيها حوالي 55 طفل يتعلمون القراءة وتحفيظ القرآن الكريم، بالإضافة للدراسات الإسلامية واللغة الإنجليزية واللغة العربية الأساسية، والآداب الإسلامية والأذكار، ويقدم المسجد عدد من الخدمات:
- الشهادة الإسلامية .
- شهادة النكاح والزواج .
- الفتوى الإسلامية والاستشارات القانونية .
- شهادة الطعام الحلال .
- الكتب والصوتيات .

## وصلات خارجية
- موقع مسجد ابينا على الخريطة
- البوم صور مسجد ابينا